# Dictyna albopilosa
Dictyna albopilosa là một loài nhện trong họ Dictynidae.
Loài này thuộc chi Dictyna. Dictyna albopilosa được Pelegrin Franganillo-Balboa miêu tả năm 1936.